# La chica que limpia
La chica que limpia es una miniserie policial argentina de 2017 dirigida por Lucas Combina y guionada por Irene Gissara, Greta Molas y Lucas Combina. Fue íntegramente filmada y producida en la ciudad de Córdoba. La misma fue producida por la productora Germina Films (Jaque Productora S.A.), y consta con 13 capítulos de 26 minutos cada uno. Es protagonizada por un elenco local y nacional, entre los que se destacan Antonella Costa, Beatriz Spelzini, Camila Sosa Villada, Martín Rena y Marcelo Arbach.
La serie fue realizada con el apoyo del Plan Fomento que lleva adelante el Polo Audiovisual Córdoba y fue una de las ganadoras del Concurso de Series de Ficción para Productoras con Antecedentes para Televisión Digital del INCAA.

## Sinopsis
Rosa (Antonella Costa) es una madre soltera que trabaja como servicio de limpieza en varios lugares. Una noche es sorprendida por un grupo de mafiosos quienes la obligan a limpiar una escena de crimen que habían cometido en un club de boxeo que ella solía limpiar por las noches. Rosa intenta huir pero no lo logra, así que decide hacer lo que los mafiosos le pedían. Tiene la habilidad de dejar todo impecable, sin que queden rastros de lo sucedido. Por su gran trabajo, los mafiosos le dan una gran recompensa y le pagan un taxi para la vuelta a su casa. 
Al día siguiente, le reportan al detective de la policía de investigaciones, Sandro (Martín Rena), la aparición de un cuerpo en el lago. Comienza a reconstruir los hechos y recopilar pistas, lo que lo lleva  hasta el club de box. En el lugar comienza a interrogar a varias personas que participan en el lugar, entre las cuales estaba incluida Rosa. Una vez terminadas todas las declaraciones, nada llama la atención de Sandro excepto el vestuario del club que estaba extremadamente limpio. 
Rosa vuelve a recibir llamadas para seguir realizando limpieza de escenas de crímenes, y aunque entiende la inmoralidad de este trabajo, se justifica en el hecho de que tiene a su hijo enfermo y el dinero le sirve para mantenerlo. 

## Reparto

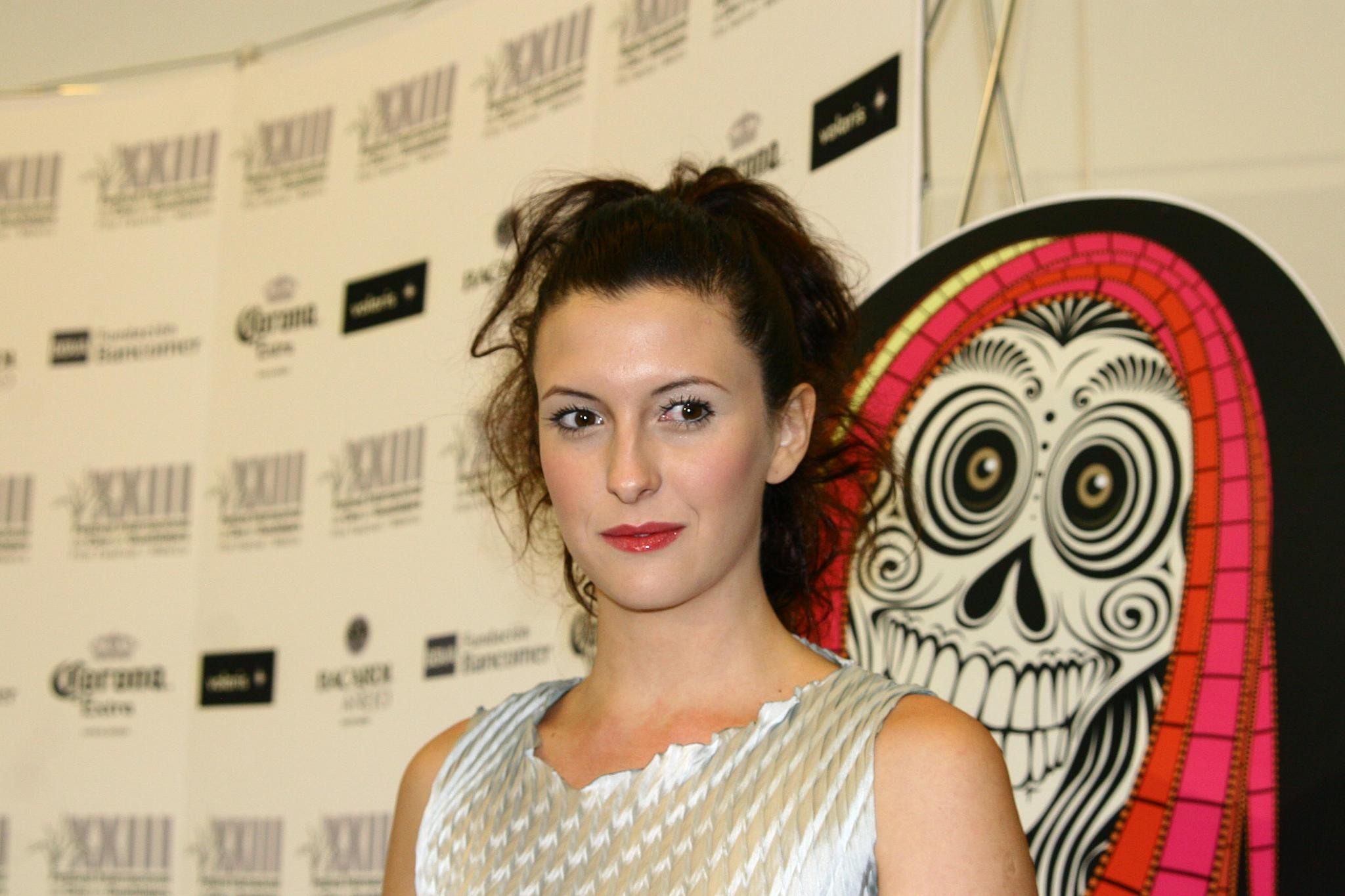
Antonella Costa, protagonista de la serie

- Antonella Costa
- Beatriz Spelzini
- Martín Rena
- Marcelo Arbach
- Jorge Monteagudo
- Felipe Tolosa
- Alejandro Ramos
- Hernán Sevilla
- Pablo Tolosa
- Sergio Oviedo
- Yohana Pereyra
- Eva Bianco
- Camila Sosa Villada
- Magdalena Combes

## Equipo Técnico
- Dirección: Lucas Combina
- Guion: Lucas Combina, Irene Gissara y Greta Molas
- Casa productora: Germina Films
- Dirección de fotografía: Uber Mancin
- Dirección de Arte: Pamela Abdala
- Música: Luis Salazar
- Productor: Natalí Córdoba
- Asistente de dirección: Fernando Lacolla
- Sonido: Atilio Sánchez
- Montaje: Luciano Giletta
- Vestuario: Mariana Asis

## Críticas
La serie tuvo un gran reconocimiento de la crítica y del público, elogiando principalmente los puntos más fuertes de ésta como la música original, la puesta en escena y, sobre todo, la representación de los villanos de la serie.

## Premios y nominaciones
La chica que limpia se convirtió en la primera serie cordobesa en ganar el Premio Martín Fierro Federal de Oro y el Martín Fierro Federal a la mejor serie de Ficción Federal. La serie recibió el premio a la Mejor Dirección por Cine.Ar y una mención especial de Directores de Obras Audiovisuales para Televisión (DOAT) a la Dirección. Además fue preseleccionada para los International Emmy Awards.

## Adaptaciones
- (2021) La muchacha que limpia, adaptación mexicana producida por WarnerMedia Latin America para el canal HBO y protagonizada por Damayanti Quintanar.
- (2022) The Cleaning Lady, adaptación estadounidense producida por Warner Bros. Television Studios, Fox Entertainment y Amore & Vita Productions, Inc para el canal Fox y protagonizada por Élodie Yung.
- (2023) Adım Farah, adaptación turca producida por O3 Medya para el canal FOX Turquía y protagonizada por Demet Özdemir.